# Hecatera obscura
Hecatera obscura là một loài bướm đêm trong họ Noctuidae.